# John Callan James Metford
John Callan James Metford (* 29. Januar 1916 in Rhondda; † 29. März 2007 in Bristol) war ein britischer Romanist und Hispanist.

## Leben und Werk
John Callan James (Rufname: Jack) Metford studierte Spanisch in Liverpool bei Edgar Allison Peers, sowie als Stipendiat in Yale und Berkeley. Während des Zweiten Weltkriegs diente er auf den Bermudas und in Südamerika. Er lehrte ab 1946 als Lecturer für Spanisch an der Universität Glasgow. 1956 ging er an die Universität Bristol und leitete dort die Abteilung Spanisch, zuerst als Senior Lecturer, von 1960 bis 1981 als der erste Professor für Spanisch seiner Universität.

## Werke
- British Contributions to Spanish and Spanish-American Studies, London 1950
- San Martín the liberator, Oxford/New York 1950, 1971, 1972 (José de San Martín)
- Dictionary of Christian lore and legend, London 1983, 1991 (auch litauisch)
- The Christian year, London 1991